# Vineae Domini custodes

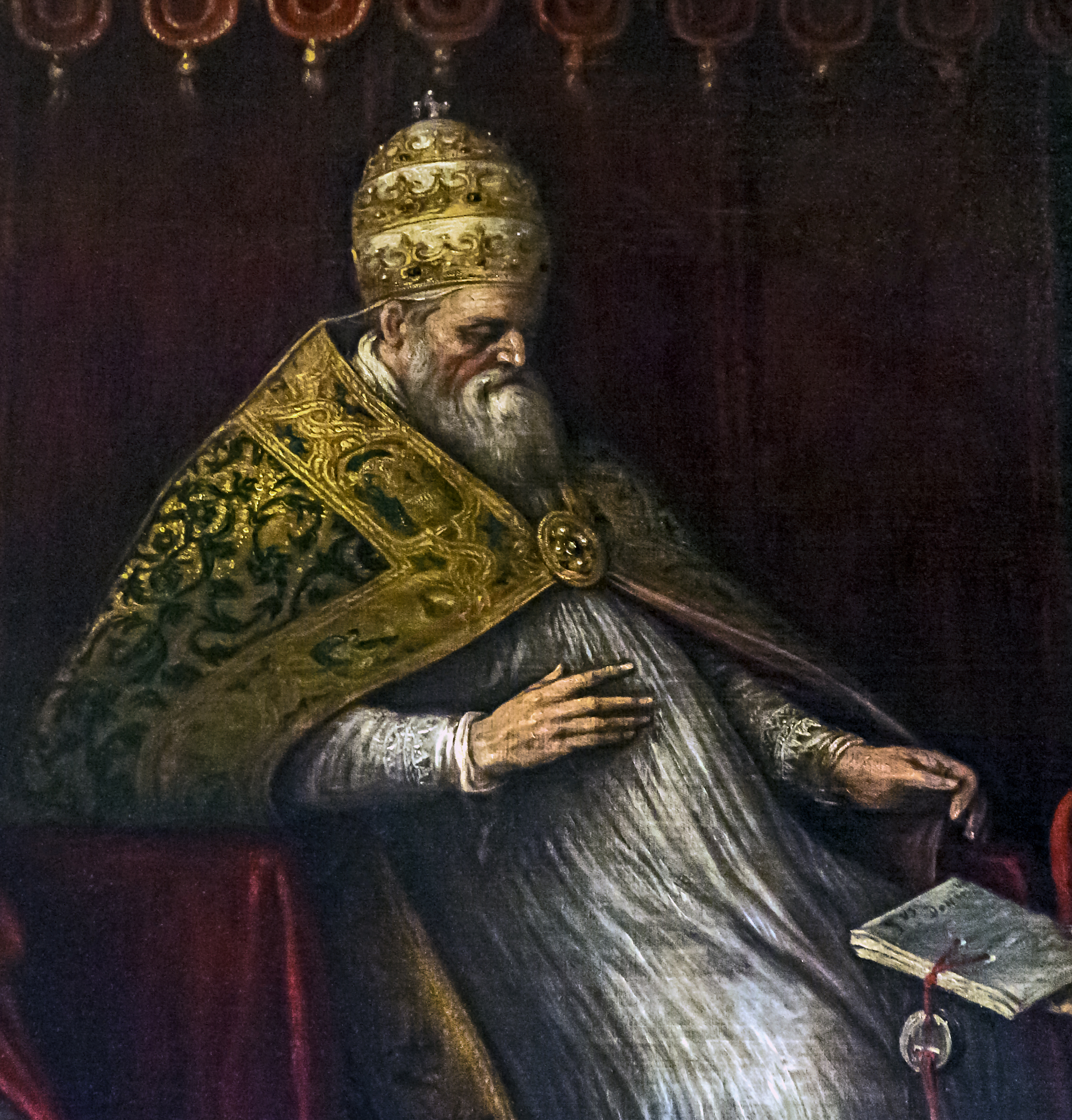
Papa Honório III

Vineae Domini custodes é uma bula papal emitida pelo Papa Honório III na qual ele concedeu às ordens mendicantes dos Dominicanos e Franciscanos a permissão para estabelecer uma missão no Califado Almóada.

## História
Em algum momento antes de junho de 1225, dois frades, Domingos de Segóvia e Martinho, pediram ao Papa Honório III aprovação para uma missão ao Marrocos, então parte do império almóada. Honório III concedeu-lhes esta permissão numa carta datada de 10 de junho de 1225. Baseando-se nos evangelhos, ele disse-lhes que o objetivo deveria ser "converter o infiel, edificar os caídos, fortalecer os fracos, consolar os duvidosos e confirmar os fortes". O convite para converter muçulmanos marcou uma mudança da política anterior dos papas que haviam limitado a missão de padres e frades ao cuidado pastoral entre os cristãos locais. Honório reeditou a bula em outubro, desta vez convocando os dominicanos e franciscanos para se juntarem à missão marroquina. Ele também ordenou ao arcebispo Rodrigo Jiménez de Rada que enviasse frades dominicanos e franciscanos para empreender conversões através da pregação e nomeasse um dos frades como Bispo do Marrocos, papel que Domingos de Segóvia assumiria.